# Erodium crinitum
Erodium crinitum là một loài thực vật có hoa trong họ Mỏ hạc. Loài này được Carolin mô tả khoa học đầu tiên năm 1958.

## Hình ảnh

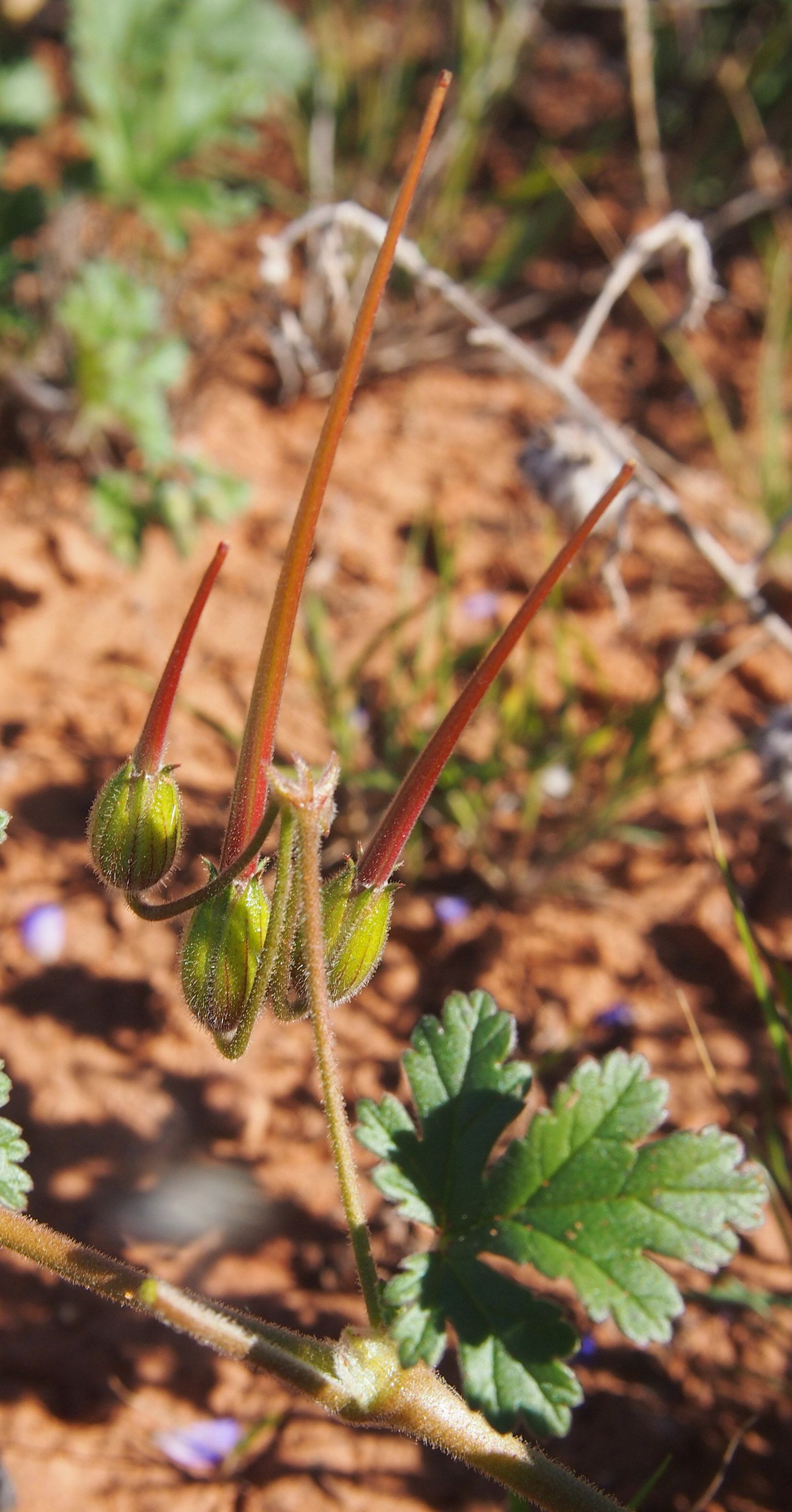
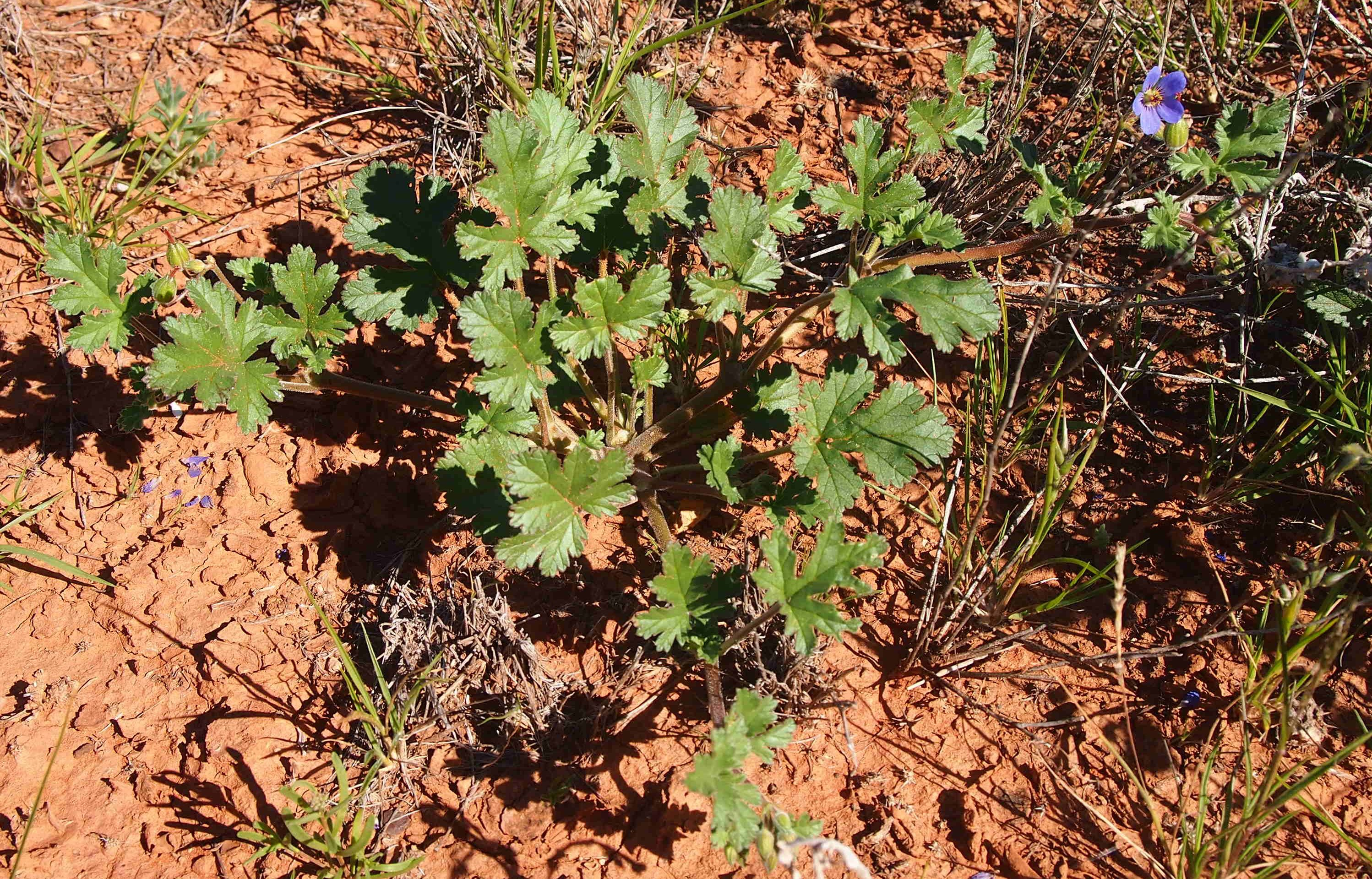
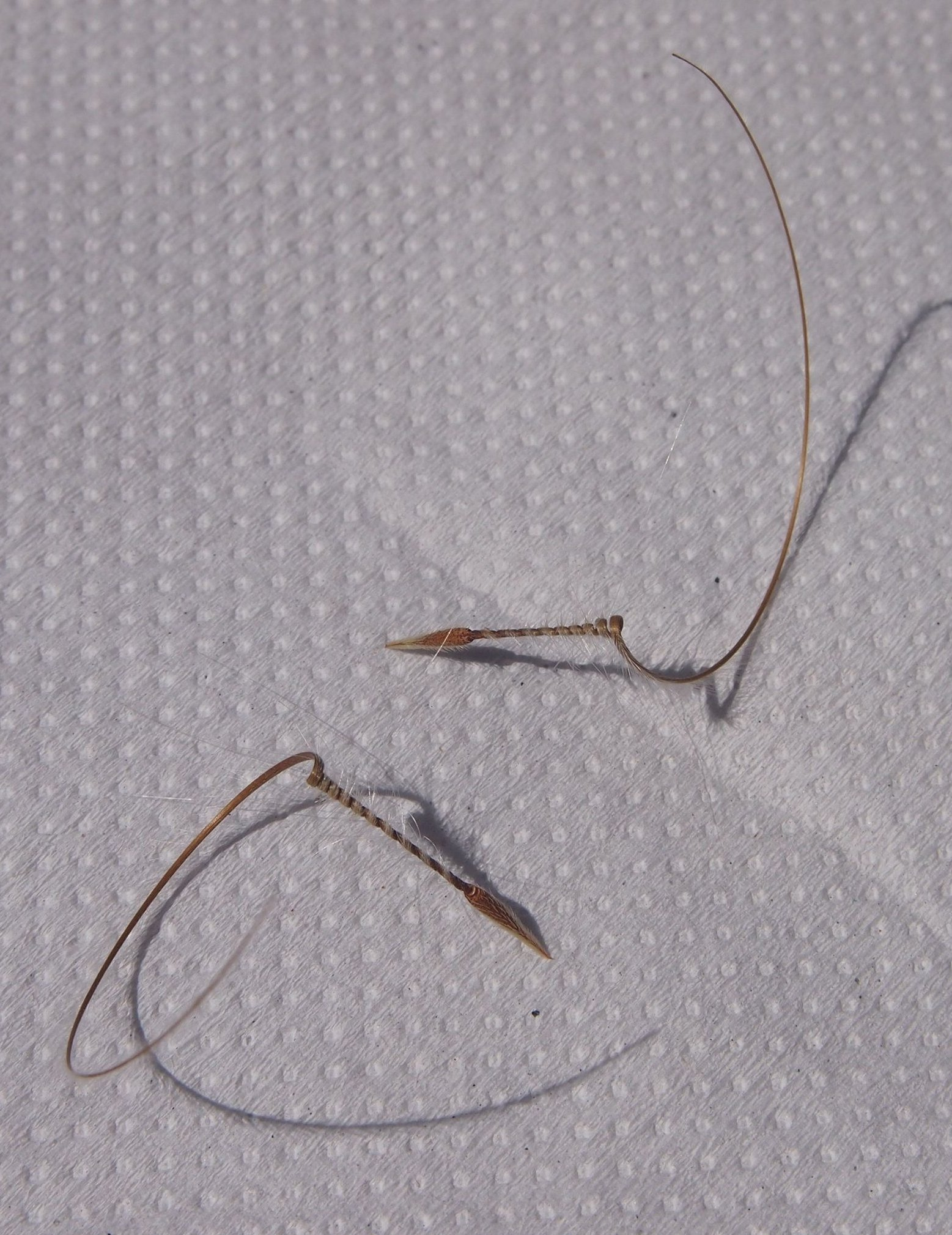
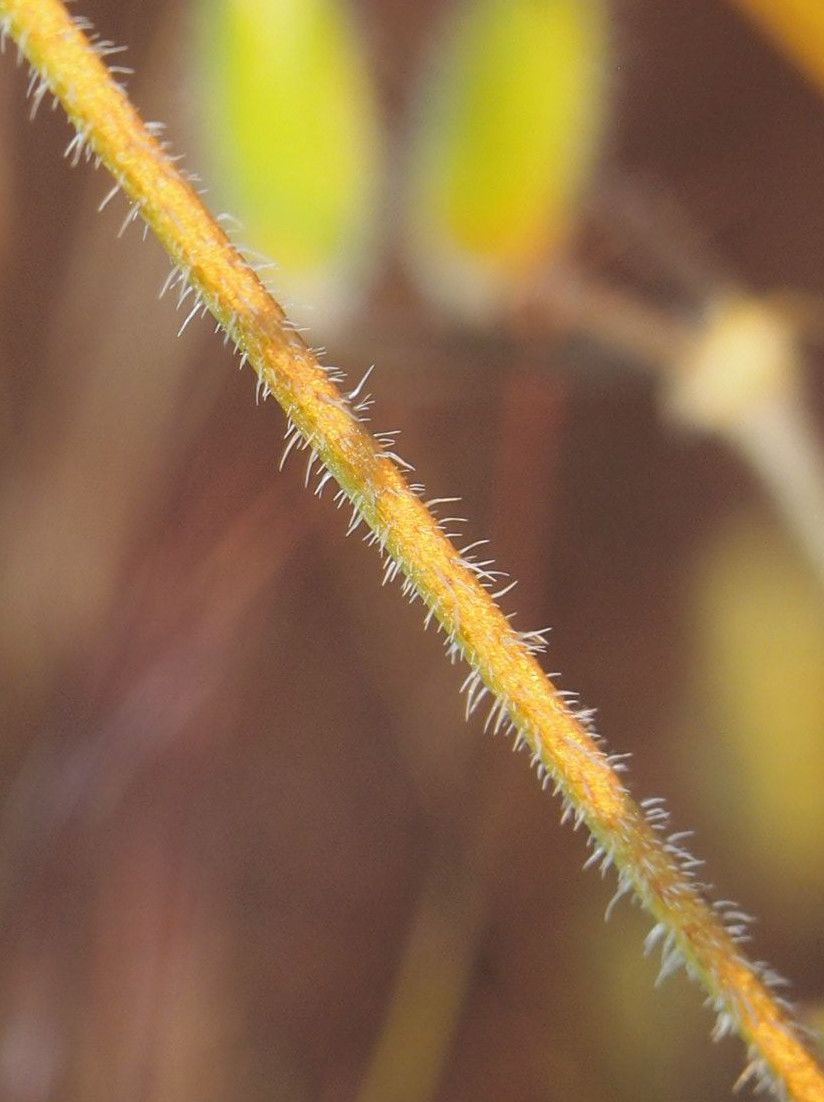